# Saxon (zenekar)
A Saxon angol heavy metal együttes, amely 1976-ban alakult a Yorkshire megyei Barnsley városában. Az 1970-es évek végén kibontakozó brit heavy metal új hullámának egyik legfontosabb zenekara, melynek számai nemcsak hazájában, de Európa több országában és Japánban is felkerültek a slágerlistákra. 1986-ban járt első ízben Magyarországon(Kaposváron).

## Korai évek
A zenekart Peter „Biff“ Byford énekes, Paul Quinn és Graham Oliver gitárosok, valamint Steve Dawson basszusgitáros és Pete Gill dobos alapították még Son of a Bitch néven. A kissé provokatív banda-nevet azonban már működésük első évében megváltoztatták és megalapították a Saxon (angolul szász) zenekart. Az együttes John Verity producer segítségével a Tapestry Studio-ban több demófelvételt is készített, majd alighogy aláírták lemezszerződésüket a Carrere kiadóval, felvették első nagylemezüket (Saxon, 1979), melyet már a következő évben követett az első kislemez-sikereket elkönyvelő Wheels of Steel album (1980). A lemezen olyan mindmáig felejthetetlen metal-, és hard rock himnuszok szólaltak meg, mint a címadó Wheels of Steel és a 747 (Strangers in the Night) című dal. Mindkét számmal szerepelt a zenekar a brit Top of the Pops tévéműsorban is.
Noha az első két lemezen és a még szintén 1980-ban kiadott Strong Arm of the Law albumon érződött egy kis rock 'n' roll beütés, a kritikusok szerint is heavy metal klasszikusokká lettek. A sikereket és a zenekar elismertségét jól mutatja, hogy a korszakban a zenekar többek között az Iron Maiden a Judas Priest és a Motörhead társaságában turnézott, majd immár maga is headliner-ként jelent meg nagy fesztiválokon, például Donnington-ban.

## Fénykor (1981-től 1989-ig)
Az 1981-es Denim And Leather album kapcsán Ozzy Osbourne kíséretében járták végig Európát, míg az 1983-as Power and the Glory album turnéján az Accept nyitott nekik. A 80-as évek közepe táján lemezeik a kornak megfelelően melodikusabbak, AOR-osak. A stílusváltás legmarkánsabban az 1984-es Crusader albummal jelentkezett, mely azonban számos rajongó elvesztésével járt és nem hozta meg a várt pénzügyi sikert sem. Miközben Európában nem sikerült átvenni a vezető szerepet az Iron Maiden-től vagy a Judas Priest-től, a zenekar igyekezett a tengerentúl felé is nyitni: noha a korábbi turnéjuk is eljutott Amerikába, de különösen az új lemez anyagát igyekeztek 1985-ben az Egyesült Államokban is promotálni. A koncert-körúton a Mötley Crüe és a Krokus kísérte végig az együttest. A közben jó néhány személycserét átélt zenekar (biztos pont a "főnök" Peter „Biff“ Byford énekes és Paul Quinn gitáros) új lemezszerződéshez jutott az EMI kiadónál, azonban a 80-as évek végére elveszítette lendületét. A három következő album (Innocence Is No Excuse, 1985; Rock The Nations, 1986; Destiny, 1988) már nem érte el a korábbi lemezek sikereit, de a zenekar folyamatosan turnézott. Ennek során 1985 Április 26-án Debrecenbe ,és 1988-ban első ízben Budapestre is ellátogattak és ezen a koncerten mutatkozott be az akkor még csak 22 éves Tim „Nibbs“ Carter, mint az együttes új basszusgitárosa. Egy korábbi koncertlemez után (The Eagle Has Landed – Live, 1982) az együttes 1989-ben Rock And Roll Gypsies címen új élő felvétellel jutalmazta hűséges rajongóit, majd 1989/1990-ben a zenekar első tíz évét ünnepelték meg a 10 Years Of Denim And Leather elnevezésű turnéval és az ebből összeállított lemezzel és videóval.

## 90-es évektől napjainkig
A 90-es években nagyjából kétévenként adtak ki lemezeket és rendszeresen turnéztak immár kisebb klubokban. A siker elmaradása nyomán előbb az EMI, majd a Virgin Records is ejtette őket, így az 1999-es Metalhead albumuktól a mai napig az SPV gondozza a lemezeiket. 1995-ben, a Dogs of War lemez felvételét követően az alapító-gitáros, Graham Oliver is elhagyta a zenekart, helyére máig tartóan Doug Scarrat került.
Az újabb alapító távozása a későbbiekben jogi problémákhoz is vezetett, ugyanis Graham Oliver gitáros és Steve Dawson basszeros a későbbiekben új zenekart hozott létre a Saxon eredeti elnevezésével Son of a Bitch néven és egy nagylemezt is megjelentettek (Victim You, 1996). A későbbiekben azonban csak koncerteken jelentek meg folyamatosan változó összetételű zenekarral, elsősorban a korai nagy Saxon-slágerekkel a repertoárjukban és Oliver/Dawson Saxon néven.
Időközben Biff Byford vezetésével a hivatalosan Saxon néven futó zenekar egy újabb koncertlemezt (The Eagle Has Landed – Live Pt. II., 1996) és két további sorlemezt (Unleash The Beast, 1997; Metalhead, 1999) készített.

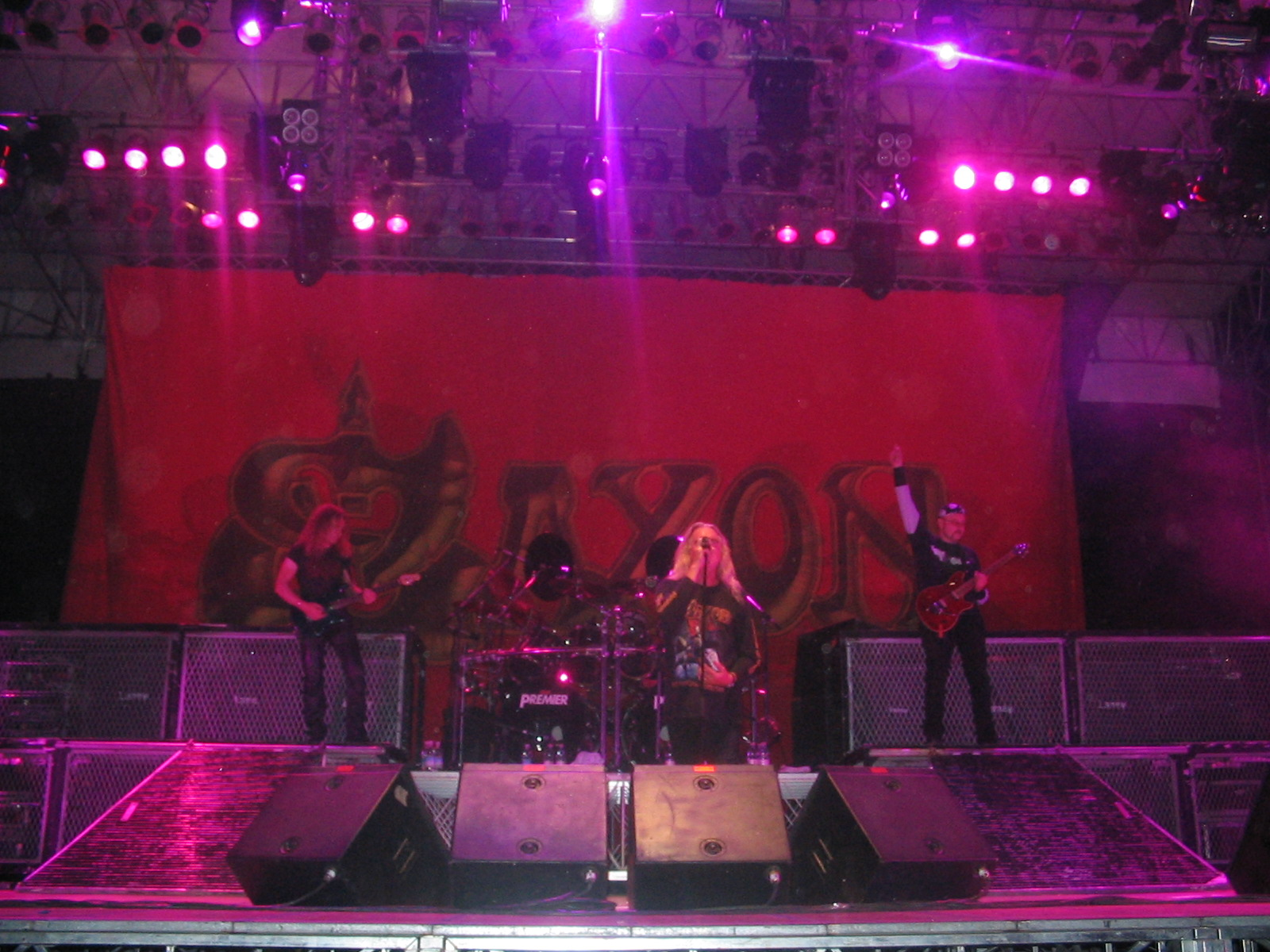
A zenekar egy 2006-os fesztiválon.

Az új évezred kezdetén a Saxon igyekezett visszatalálni gyökereihez: kemény, metal-alapú lemezekkel igyekezett újradefiniálni önmagát és feléleszteni rajongótáborát. Ennek nyomán tíz év kihagyás után ismét az Egyesült Államokban is turnéztak. Újabb anyagaikon (Killing Ground, 2001; Lionheart, 2004; The Inner Sanctum, 2007) a modern hangzású heavy metal mellé némi US power hatás is beférkőzik. Ezek a lemezek már újra egy kiváló méregerős Saxont mutatnak, amit jól tükrözött, hogy 2002-ben korai sikerdalaikat is újra feljátszották egy válogatáslemez kedvéért (Heavy Metal Thunder). Így a 2004-es Wacken Open Air fesztiválon, 70.000 ember előtt, ismét főzenekarként ünnepelték meg 25 éves születésnapjukat.
Az ünneplést követően sem álltak le és a zenekar szinte óramű pontossággal két évente szállította az új sorlemezeket. 2009-ben az Into the Labyrinth című album a kritikusok szerint is remek heavy/power mű lett. A lemez sikerét egy nagyszabású világturné követte az Iced Earth kíséretében, mely során hosszú szünet után hazánkban is felléptek a Petőfi Csarnok színpadán. 2011-ben Call to Arms címen jelentkeztek új albummal, melynek bemutatásával az Egyesült Államokba is ismét eljutottak. 2012-ben a Hammersmith Apollo színpadán közösen léptek fel a Judas Priesttel, majd az egyik fő fellépője voltak a Download Festivalnak is. Ebben az évben megnyerték a legjobb angol zenekar kategóriában a Metal Hammer magazin Golden God díját. Legutóbbi lemezük 2013 februárjában jelent meg Sacrifice címen.
Több mint 30 éves pályájuk során 10 milliónál is több lemezt adtak el és a Sodomon és a Running Wild-on át a Megadeth-ig és a Metallica-ig számtalan zenekarra voltak hatással. A zenekar 30 éves pályafutásának emléket állítva egy roppant impozáns, egész estés dokumentumfilmmel örvendeztette meg rajongóit, melyben többek között Lars Ulrich (Metallica), Lemmy, Phil Campbell, Fast Eddie Clark (Motörhead), Mikkey Dee (King Diamond), Doro Pesch, vagy a Danko Jones legénysége is méltatja az angol csapatot. 2012-ben pedig Heavy Metal Thunder – Live: Eagles Over Wacken címen kiadták a Wacken Open Air fesztiválon felvett 2004-es, 2007-es és 2009-es koncertjeiket.

## A Saxon tagjai

### Jelenlegi felállás
- Ének: „Biff“ Byford (1976 óta)
- Gitár: Paul Quinn (1976 óta)
- Gitár: Doug Scarrat (1995 óta)
- Basszusgitár: Tim „Nibbs“ Carter (1988 óta)
- Dob: Nigel Glockler (1981–1987, 1988–1998 és 2005 óta)

### Korábbi tagok

#### Gitár
- Graham Oliver (1976-1995)

#### Basszusgitár
- Steve Dawson (1976–1986)
- Paul Johnson (1986-1988)

#### Dob
- David Ward (1976-1978, még a Son of a Bitch névű eredeti zenekarban)
- Pete Gill (1978-1981)
- Nigel Durham (1987-1988)
- Fritz Randow (1999-2004)
- Jörg Michael (2004-2005)

## Diszkográfia

### Stúdiólemezek
- Saxon (1979)
- Wheels of Steel (1980)
- Strong Arm of the Law (1980)
- Denim and Leather (1981)
- Power & the Glory (1983)
- Crusader (1984)
- Innocence Is No Excuse (1985)
- Rock the Nations (1986)
- Destiny (1988)
- Solid Ball of Rock (1990)
- Forever Free (1992)
- Dogs of War (1995)
- Unleash the Beast (1997)
- Metalhead (1999)
- Killing Ground (2001)
- Lionheart (2004)
- The Inner Sanctum (2007)
- Into the Labyrinth (2009)
- Call to Arms (2011)
- Sacrifice (2013)
- Battering Ram (2015)
- Thunderbolt (2018)
- Inspirations (2020)

- Carpe Diem (2022)
- Hell, Fire and Damnation (2024)

### Koncertalbumok
- The Eagle Has Landed (1982)
- Rock 'n' Roll Gypsies (1989)
- Greatest Hits Live (1990)
- The Eagle Has Landed – Part II. (1996)
- BBC Sessions / Live at Reading Festival '86 (1998)
- The Eagle Has Landed – Part 3. (2006)
- An Introduction to Saxon (2006)
- Eagles Over Hellfest (2025)

### Válogatáslemezek
- Strong Arm Metal (1984)
- Greatest Hits (1990)
- Best of Saxon (1994)
- A Collection of Metal (1997)
- Burrn! Presents Best of Saxon (2000)
- Heavy Metal Thunder (2002)
- Masters of Rock: Saxon (2003)
- The Very Best of Saxon 1979-1988 (2007)

### Videó- és DVD-kiadványok
- Live in Nottingham (1983)
- Live Innocence (1985)
- Power and the Glory – Video Anthology (1989)
- Greatest Hits Live (1990)
- The Saxon Chronicles (2003)
- Live Innocence – The Power and the Glory (2003)
- To Hell and Back Again (2007)
- Heavy Metal Thunder – The Movie (2009)[4]
- Heavy Metal Thunder – Live: Eagles Over Wacken (2012)